# Oberpframmern
Oberpframmern è un comune tedesco di 2 167 abitanti, situato nel land della Baviera.